# Glacis (Festungsbau)

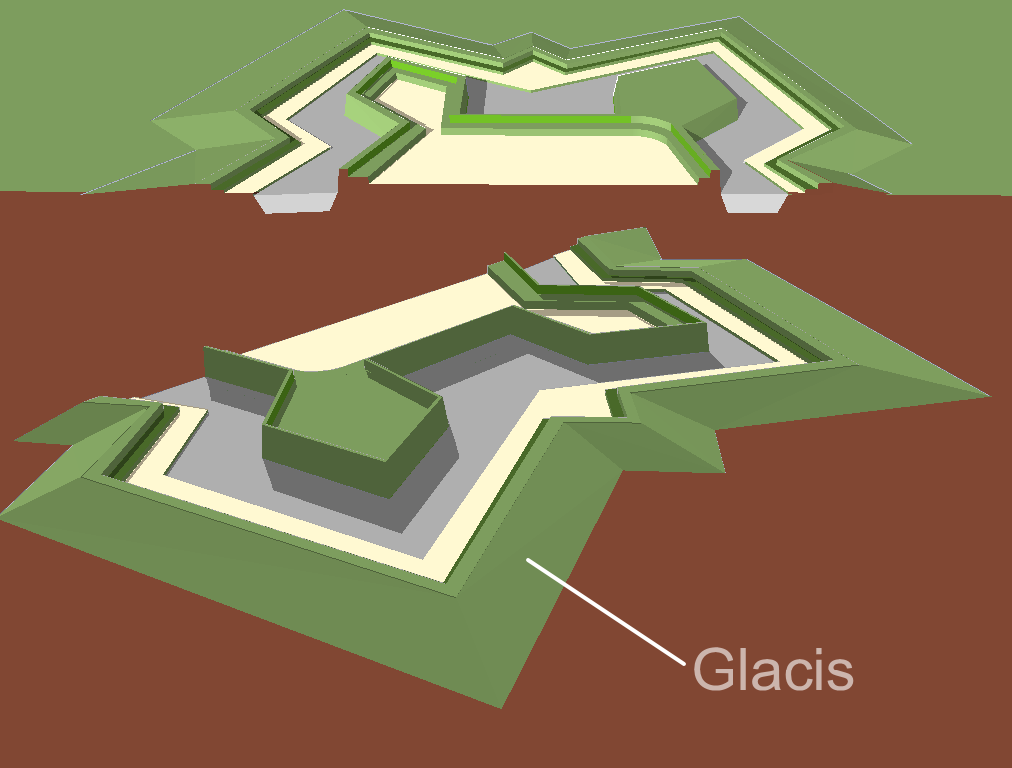
Wall- und Grabenanlage mit Glacis, perspektivische Darstellung und Schnitt

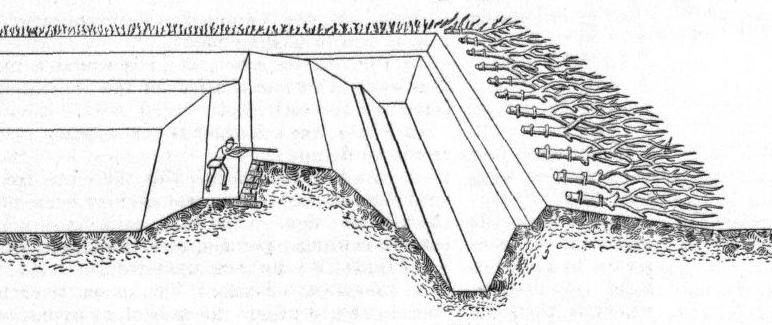
Mit Strauchverhau gesichertes Glacis

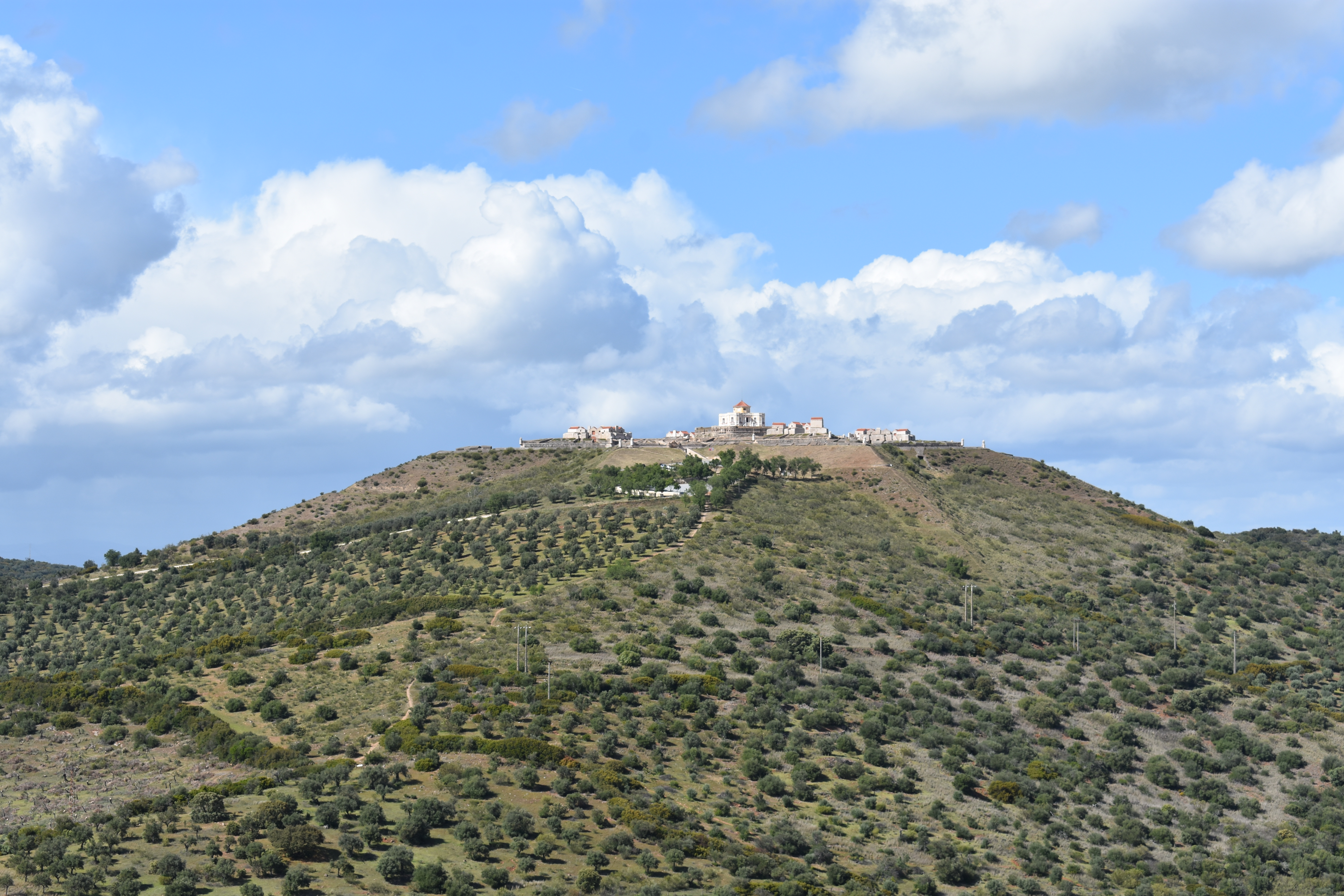
Forte de Nossa Senhora da Graça bei Elvas, Portugal: komplett erhaltenes Glacis. Die tote Blickwinkel vermeidende optische Wirkung kann auf dem Foto sehr gut nachvollzogen werden.

Das Glacis [ɡlaˈsiː] (französisch ursprünglich für Abhang) ist im neuzeitlichen Festungsbau eine von der Feldseite her leicht ansteigende Erdanschüttung (Abdachung) vor dem Graben. Es diente den Verteidigern auf den Wällen als Schussfeld und bietet durch die Vermeidung toter Winkel Angreifern möglichst wenig Deckung.
Anders als bei provisorischen befestigten Lagern dienten sie bei einer permanenten Festung auch als Brustwehr, die einen gedeckten Weg vor Schusswirkung schützte und eine Verteidigung des Grabens ermöglichte. 
Das Glacis war im Idealfall unbebaut und nicht mit Bäumen bewachsen, um gegnerischen Truppen jede Möglichkeit zur Deckung zu nehmen. Zudem wurden auf einem Glacis oftmals tiefwurzelnde Gewächse angepflanzt, um das Ausheben von Annäherungsgräben zu erschweren. Auch Verhaue konnten als Annäherungshindernis auf dem Glacis angelegt werden. In Verbindung mit der fünfeckigen Form der Bastionen und dem regelmäßigen, vieleckigen Grundriss der Festungsmauern wurde durch die Anlage eines Glacis verhindert, dass ein den Geschützen der Festung entzogener Raum entsteht. Im Laufe der Zeit wurde das Glacis immer höher aufgeschüttet, um gegnerischen Truppen das Heranarbeiten an die Befestigungsanlagen zu erschweren. 

## Ortsbezeichnungen, die auf das frühere Glacis deuten
Heute deuten in vielen Städten Straßennamen, in denen das Wort Glacis vorkommt, auf das ehemalige Vorhandensein von Befestigungsanlagen hin:
- Aachener Glacis in Köln
- Allée des Glacis in Saint-Omer
- Alsterglacis in Hamburg
- Am Glacis in Leoben
- Weseler Glacis mit den Straßen Am Lippeglacis, Am Nordglacis, Am Ostglacis, Am Westglacis in Wesel
- Avenue des Glacis in Longuenesse
- Boulevard des Glacis in Ath
- Chemin des Glacis in Bapaume, Longwy, Saint-Omer, Talant
- Chemin du Glacis in Crissey (Saône-et-Loire), Lamonzie-Saint-Martin. Montluel, Sète
- Glacis in Brünn (heute tschechisch Koliště), Gorinchem, Portland (Dorset), Würzburg (Ringpark)
- Glacis und Glacisbrücke in Ingolstadt
- Glacisbrücke in Minden
- Glacischaussee in Hamburg
- Glacisgasse in Leoben
- Glacis Road in Gibraltar
- Glacisstraat in Bergen op Zoom, Geertruidenberg, Sas van Gent, Vlissingen
- Glacisstraße in  Breisach am Rhein, Dresden, Germersheim, Graz, Landau, Neu-Ulm, Solothurn
- Glacisweg in Berlin, Freiburg, Hellevoetsluis, Hulst, Maastricht, Philippsburg, Mainz-Kastel, Würzburg
- Glacis du Château (Burgglacis) in Bitsch
- Holstenglacis in Hamburg
- Im Glacis in Saarlouis
- Impasse du Glacis in Agde
- Marienglacis, ein Teil des Mindener Glacis in Minden
- Passage du Glacis in Straßburg
- Place du Glacis in Luxemburg
- Rue des Glacis in Abaucourt, Auxonne, Belfort, Besançon, Douai, Drusenheim, La Rochelle, Lauterbourg, Longwy, Lüttich, Nancy, Perpignan, Pfalzburg, Quebec, Saint-Quentin, Thionville, Valenciennes, Verdun, Yutz
- Rue des Glacis-de-Rive in Genf
- Rue du Glacis in Abriès-Ristolas, Bitsch, Bouillon (Belgien), Châtillon-sur-Loire, Cheilly-lès-Maranges, Fléron, Les Aix-d'Angillon, Melle (Deux-Sèvres), Meloisey, Montreal, Rousies, Saint-Augustin (Seine-et-Marne), Saint-Gervais-en-Vallière, Tournan-en-Brie, Venizy
- Vorgebirgsglacisweg in Köln

In Magdeburg (Glacis-Anlage), Minden, Neu-Ulm, Torgau und Würzburg wird zudem der Stadtpark so genannt, der auf dem ehemaligen Glacis sowie im Graben liegt.
In Neu-Ulm ist außerdem das Einkaufszentrum Glacis-Galerie danach benannt, das in unmittelbarer Nähe des dortigen Glacis erbaut wurde.